# Werner Meinhof
Pour les articles homonymes, voir Meinhof.
Werner Meinhof (né le 20 octobre 1901 à Halle-sur-Saale, mort le 7 février 1940 à Iéna) est un historien d'art allemand. Il dirigea le Musée municipal d'Iéna de 1936 à 1939.

## Biographie
Werner Kurt Armin Meinhof était le plus jeune des dix enfants du pasteur Johannes Meinhof (1859-1947) et de sa femme Mathilde (1860-1908), fille de Julius Köstlin. Il quitta l’école et devint serrurier d’art et d'architecture. Il obtint par la suite le baccalauréat et étudia l’histoire de l’art à Halle auprès de Paul Frankl. A l’instar de ses frères, il devint membre du Parti populaire national allemand.
Il participa en 1920 à la répression de soulèvements ouvriers de la région de Halle/Saale et fut décoré pour cette action de l’Insigne d’argent du secourisme. Il se fiança en 1926 avec Ingeborg Guthardt (1909-1949), de huit ans sa cadette. Il trouva un emploi de professeur de dessin à Halle, fut promu docteur d’université avec une thèse en histoire de l’art sur les « autels sculptés d’Ostphalie du premier XVe siècle » et devint professeur de dessin dans un lycée de Gdańsk. En 1928, il obtint un poste d'assistant scientifique au Musée régional d’art et d’histoire d’Oldenbourg. Le 28 décembre, il épousa sa fiancée, en 1931, naquit leur fille Wienke, puis en 1934, leur seconde fille, Ulrike Meinhof, membre de la future Fraction armée rouge.
Meinhof adhèra au Kampfbund für deutsche Kultur (Ligue allemande de combat pour la culture allemande) au plus tard en 1930. Le 1er mai 1933, il entra également au NSDAP, Parti national-socialiste des travailleurs allemands (sous le numéro d’adhérent 2.856.334). Le même mois, il tint le discours d’inauguration lors d’une exposition au Musée Folkwang de la ville d’Essen, lequel discours fut cité élogieusement par le Völkischer Beobachter (L'Observateur populaire), l’organe de presse du NSDAP. En 1936, Meinhof fut nommé directeur du Musée municipal d’Iéna et de l’Office cantonal de la culture du NSDAP et fur chargé en 1937 d'enseignement dans les Ecoles supérieures d’État d’architecture, d’art et d’artisanat de Weimar.
En tant que directeur du musée d’Iéna, Meinhof fournit en 1937 260 œuvres d’art graphique d'Ernst Ludwig Kirchner pour l’exposition nazie d’« art dégénéré » qui comptaient parmi les 639 œuvres de l'artiste saisies dans les musées allemands par le pouvoir nazi.
En septembre 1939, Meinhof tomba gravement malade et mourut le 7 février 1940 d’un cancer du pancréas. Après la mort de son mari, Ingeborg Meinhof vécut avec Renate Riemeck, historienne et militante pacifiste, qui, lorsque Ingeborg mourut à son tour en 1949, obtint la tutelle des deux filles Meinhof.